# Il canto dell'uomo ombra
Il canto dell'uomo ombra (Song of the Thin Man) è un film del 1947 diretto da Edward Buzzell.
È il sesto e ultimo film con William Powell e Myrna Loy nei panni dei protagonisti Nick e Nora Charles, personaggi creati originariamente da Dashiell Hammett per il suo romanzo L'uomo ombra (The Thin Man).
In Italia fu distribuito nelle sale a partire dal 1950.

## Trama

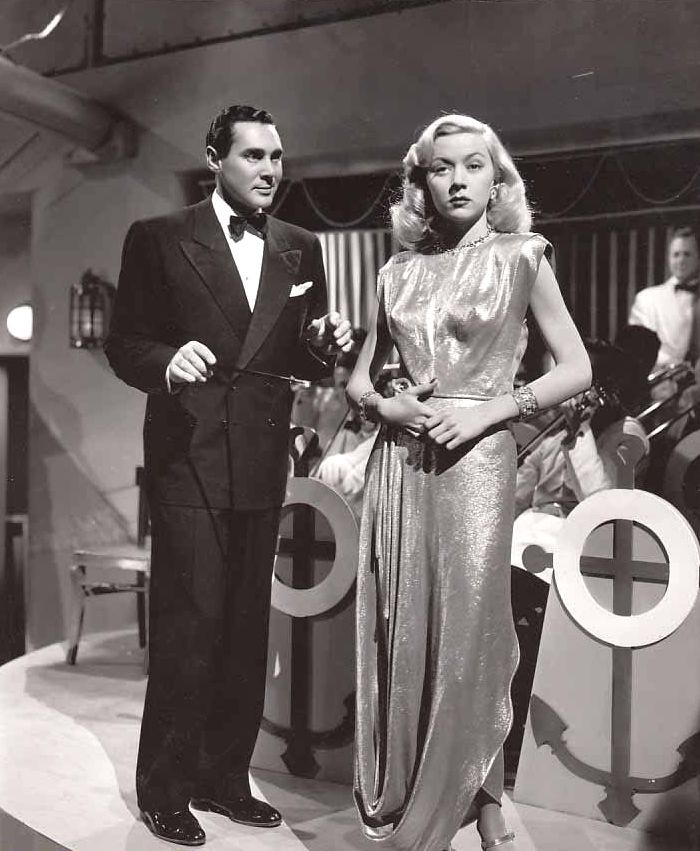
Philip Reed e Gloria Grahame in una foto pubblicitaria del film

Nick e Nora si trovano a una festa su una lussuosa nave ancorata fuori dal porto di New York e gestita dal loro amico Phil Brent. Tra gli orchestrali c'è il losco Tommy Drake, che deve del denaro a un pericoloso gangster presente alla festa. Dopo che Brent va a prendere del denaro nella sua cabina per pagare gli orchestrali, Tommy Drake si introduce nel locale e cerca di forzare la cassaforte, ma qualcuno, nel buio, gli spara e lo uccide. I sospettati sono molti: lo stesso Brent, che verrà arrestato e chiederà aiuto a Nick e Nora, il ricco David Thayar, la cui figlia Janet ha una relazione, a lui sgradita, proprio con Brent, il gangster Clarence Clinker Krause, creditore di Drake, e l'impresario Mitchell Talbin, la cui giovane e bella moglie Phyllis ha una relazione con Drake. La cantante Fran Ledue Page scopre il colpevole, ma viene uccisa. Nick e Nora scoprono che ha assistito al delitto il fragile Buddy Hollis, un clarinettista che dopo la morte di Fran, della quale era innamorato, esce fuori di testa. Allora i due organizzano una nuova festa, invitando tutti i sospettati, durante la quale annunciano che Buddy è pronto a rivelare il nome del colpevole: a questo punto Talbin si fa avanti e confessa il delitto e subito dopo la moglie, per vendicare il suo amante, gli spara e lo uccide. Nick e Nora riescono così a fare scagionare Brent.